# Commandant Bory (contre-torpilleur)
Pour les articles homonymes, voir Bory et Commandant Bory.
Le Commandant Bory était l’un des douze contre-torpilleurs de classe Bouclier construits pour la marine française dans la première décennie du XXe siècle.

## Conception
La classe Bouclier a été conçue selon une spécification très générale et les navires différaient considérablement les uns des autres de diverses manières. Les navires avaient une longueur totale de 74 à 78,3 mètres, une largeur de 7,6 à 8 mètres et un tirant d’eau de 2,9 à 3,1 mètres. Conçus pour déplacer 800 tonnes métriques, ils avaient un déplacement de 692 tonnes à charge normale. Leur équipage comptait entre 80 et 83 hommes.
Le Commandant Bory était propulsé par une paire de turbines à vapeur Rateau, chacune entraînant un arbre d'hélice utilisant de la vapeur fournie par quatre chaudières à tubes d'eau. Les moteurs ont été conçus pour produire 13 000 chevaux (9 700 kW), ce qui était destiné à donner aux navires une vitesse de 30 nœuds (56 km/h). Le Commandant Bory a dépassé cette vitesse, atteignant 30,7 nœuds (56,9 km/h) lors de ses essais en mer. Les navires transportaient suffisamment de mazout pour leur donner une autonomie de 1 200 à 1 600 milles marins (2 200 à 3 000 km) à une vitesse de croisière de 12 à 14 nœuds (22 à 26 km/h).
L’armement principal des navires de la classe Bouclier se composait de deux canons de 100 millimètres modèle 1893 dans des affûts simples, un à l’avant et un à l’arrière des superstructures, et de quatre canons de 65 millimètres modèle 1902 répartis au milieu du navire. Ils étaient également équipés de deux affûts jumeaux pour des tubes lance-torpilles de 450 millimètres au milieu du navire.
Pendant la Première Guerre mondiale, un canon antiaérien de 45 millimètres ou 75 millimètres, deux mitrailleuses de 8 millimètres et huit ou dix grenades anti-sous-marines de type Guiraud ont été ajoutés aux navires. Le poids supplémentaire a gravement surchargé les navires et réduit leur vitesse maximale à environ 26 nœuds (48 km/h).

## Carrière
Le Commandant Bory a été commandé à Dyle et Bacalan et il est lancé le 14 septembre 1912 depuis son chantier naval de Bordeaux. Le navire a été achevé l’année suivante et mis en service en décembre 1912.
Au début de la Première Guerre mondiale, en août 1914, le commandant Bory est affecté à la 6e escadrille de torpilleurs de la 1re armée navale. Au cours des phases préliminaires de la bataille d'Antivari, au Monténégro, le 16 août, les 1re, 4e et 5e flottilles de contre-torpilleurs sont chargées d’escorter le noyau de la 1re armée navale tandis que les 2e, 3e et 6e flottilles escortent les croiseurs cuirassés de la 2e escadre légère et deux croiseurs britanniques. Après avoir réuni les deux groupes et repéré le croiseur protégé austro-hongrois SMS Zenta et le destroyer SMS Ulan, les contre-torpilleurs français n’ont joué aucun rôle dans le naufrage du croiseur, bien que la 4e flottille ait été envoyée dans une poursuite infructueuse du Ulan. Après avoir brisé le blocus austro-hongrois d’Antivari (aujourd’hui Bar), le vice-amiral Augustin Boué de Lapeyrère, commandant de la 1re armée navale, décide d’acheminer troupes et ravitaillement vers le port à l’aide d’un petit paquebot réquisitionné, le SS Liamone, escorté par la 2e escadre légère, renforcée par le croiseur cuirassé Ernest Renan et escorté par le contre-torpilleur Bouclier, avec les 1re et 6e flottilles de contre-torpilleurs sous son commandement, tandis que le reste de la 1re armée navale bombarde le 1er septembre la base navale austro-hongroise de Cattaro, au Monténégro. Quatre jours plus tard, la flotte assure l’évacuation de Danilo, prince héritier du Monténégro, à bord du Bouclier, vers l’île grecque de Corfou. La flottille escorte plusieurs petits convois chargés de fournitures et d’équipement jusqu’à Antivari, à partir d’octobre et jusqu’à la fin de l’année, toujours couverts par les plus gros navires de l’armée navale dans des tentatives futiles d’attirer la flotte austro-hongroise dans la bataille. Pour ces missions, les 1re et 6e flottilles sont dirigées par le contre-torpilleur français Dehorter alors qu’elles effectuent un raid au sud de Cattaro dans la nuit du 10 au 11 novembre à la recherche infructueuse de destroyers austro-hongrois.
Le torpillage du cuirassé français Jean Bart le 21 décembre provoqua un changement dans la tactique française, car les cuirassés étaient trop importants pour risquer d’être exposés à une attaque sous-marine. Désormais, seuls les contre-torpilleurs escorteraient les transports, couverts par des croiseurs à une distance de 20 à 50 milles marins (32 à 80 km) des transports. Le premier convoi de 1915 à destination d’Antivari arriva le 11 janvier et d’autres furent réalisés jusqu’au dernier les 20 et 21 avril. Après la signature du pacte de Londres par l’Italie et sa déclaration de guerre à l’Empire austro-hongrois le 23 mai, le Commandant Bory est toujours affecté à la 6e flottille lorsque l’unité est transférée à la 1re division de torpilleurs et de sous-marins de la 2e escadre basée à Brindisi, en Italie.
Le 9 juin, alors qu’il revenait d’une attaque contre une base de sous-marins austro-hongrois présumée dans le golfe du Drin, menée par un groupe mixte de croiseurs et de destroyers italiens, britanniques et français, le croiseur léger britannique HMS Dublin a été torpillé par le sous-marin U-4. L’escorte rapprochée réussit à repousser le sous-marin et le Dublin atteignit Brindisi sans autre dommage. Le Commandant Bory ne faisait pas partie de l’escorte rapprochée du croiseur et poursuivit en vain le sous-marin,. Le 12 juillet, la 6e flottille de destroyers, dont le Commandant Bory, fait partie de la force qui attaque l’île de Lastovo au large de la côte autrichienne de l’Adriatique (qui fait maintenant partie de la Croatie), détruisant les stocks de pétrole et la station télégraphique. Cette attaque a eu lieu en même temps que l’occupation italienne de Palagruža,.
Le Commandant Bory participe à l'évacuation de l'armée serbe vers Corfou en 1916,. Entre autres missions, il recueille les rescapés du Renaudin, lorsque ce dernier est torpillé et coupé en deux au large de Durazzo (Albanie, aujourd'hui Durrës) par le sous-marin autrichien U-6 le 18 mars 1916. Le 23 décembre 1916, il ramène à Brindisi le Casque, très endommagé par des obus au canal d'Otrante. En juin 1918, il rejoint Moúdros où il est désormais basé. Dans les derniers jours d'avril 1919, du 27 au 30 avril, il est engagé à Kertch en soutien des russes blancs, et repousse l’armée rouge par son feu meurtrier,. Mis en réserve à Toulon en 1926, il est désarmé le 29 juillet 1926,.